# Vacusus arcanus
Vacusus arcanus es una especie de coleóptero de la familia Anthicidae.

## Distribución geográfica
Habita en América del Norte.